# Juan Rubio Niñirola
Juan Rubio Niñirola (Murcia, 17 de noviembre de 1995) es un baloncestista español que actualmente forma parte de la plantilla del Club Baloncesto San Pablo Burgos de la Liga Endesa. Se desempeña en la posición de Alero.

## Trayectoria deportiva
Es un alero formado entre las canteras del C.B. Capuchinos y del UCAM Murcia. En 2013 disputó el Campeonato de España Júnior de Clubes en el que firmó un notable séptimo puesto final. 
Tras su segunda pretemporada con el equipo ACB del UCAM, Rubio arrancó con fuerza la campaña 2015-16 en el conjunto murciano de EBA, en el que ya había militado la temporada anterior en su segundo ejercicio en la categoría, en la que debutaba con el C.B. Begastri. Una lesión de ligamentos en un tobillo, que lo obligó a parar dos meses y medio, cortó su progresión, recuperando Rubio su mejor versión en la liguilla de permanencia que tuvo que disputar el UCAM B solo un año después de su participación en la fase de ascenso a LEB Plata. Debutaría en la Liga ACB con el primer equipo murciano.
En la temporada 2016-17, formó parte de la plantilla del Xuven Cambados con el que disputó la pasada LEB Plata promediando 8.9 puntos, 3.5 rebotes y 1.5 asistencias por partido en el conjunto dirigido por Manu Santos.
En agosto de 2017 firma con el Club Melilla Baloncesto, club con el que disputa las temporadas 2017/18 y 2018/19 en LEB Oro. En esta última promedia 3.7 puntos y 2 rebotes por encuentro.
En la temporada 2019/20 firma por el Club Baloncesto Ciudad de Valladolid de la LEB Oro, pero tras disputar únicamente 9 partidos con escaso protagonismo, rescinde su contrato en el mes de noviembre y firma por el Real Murcia Baloncesto de la LEB Plata. Los números que hizo el alero en la entidad pimentonera fueron de 7,2 puntos por partido y 3,8 rebotes, siendo defensivos 2,9 y de los mejores de la liga en su posición en esta faceta, suponiendo el ascenso a la Liga LEB Oro.
En agosto de 2020, renueva su compromiso con el Real Murcia Baloncesto por una temporada para disputar la temporada 2020/21 en la Liga LEB Oro. Disputó 28 encuentros en los que acreditó medias de 7.3 puntos y 2.8 rebotes.
El 11 de julio de 2021, firma por el Palencia Baloncesto de LEB Oro.
El 6 de julio de 2022, firma por el Morabanc Andorra de LEB Oro. En su primera temporada logaría el ascenso a Liga Endesa con el conjunto andorrano.
En la temporada 2023-24, forma parte de la plantilla de Morabanc Andorra en Liga Endesa.
En julio de 2024, firma por el Estudiantes de la Liga LEB Oro.
El 25 de julio de 2025, firma por el Club Baloncesto San Pablo Burgos de la Liga Endesa.